# Mordecai M. Noah
Mordecai Manuel Noah (Filadelfia, Pensilvania, 14 de julio de 1785 - Nueva York, 22 de mayo de 1851), diplomático, periodista y dramaturgo estadounidense.
Su familia era descendiente de judíos portugueses. En 1811 fue nombrado por el presidente James Madison cónsul en Riga, por entonces parte del Imperio ruso, pero renunció y en 1813 fue nombrado cónsul en el Reino de Túnez, puesto desde el que rescató a unos ciudadanos norteamericanos que habían sido esclavizados por los marroquíes. Fue destituido de ese puesto a causa de su religión, que era un obstáculo para tratar con los musulmanes y marchó hacia Nueva York, donde fundó y editó los periódicos The National Advertiser, The Courier and Enquirer, The Evening Star y The Sunday Times. Escribió un libro de viajes: Travels in England, France, Spain, and the Barbary States, in the Years 1813-14 and 15 (Nueva York: Kirk and Mercein, 1819).

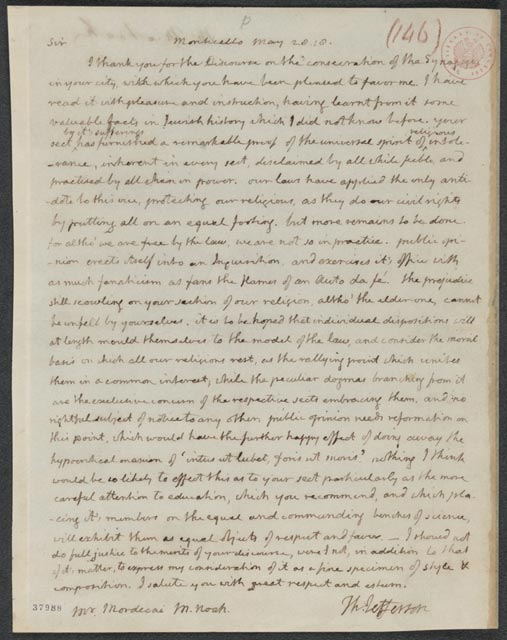
Carta de Jefferson a Mordecai Noah en 1818.

En 1819, Noah estrenó su pieza más exitosa, She Would Be a Soldier, que le reputó entonces como el escritor judío más importante de América. En 1820 se mostró como un precursor del moderno sionismo al fundar una comunidad utópica en una isla del río Niágara llamada "Ararat" y erigió un monumento con la inscripción "Ararat, a City of Refuge for the Jews, founded by Mordecai M. Noah in the Month of Tishri, 5586 (septiembre de 1825) and in the Fiftieth Year of American Independence." Se especula que la utopía de Noah pudo influir en el fundador del mormonismo, Joseph Smith. En su Discourse on the Restoration of the Jews,  Noah proclamó su fe en la creación de una patria judía y consideró que los indígenas americanos eran descendientes de las Tribus Perdidas de Israel en su Discourse on the Evidence of the American Indians Being the Descendants of the Lost Tribes of Israel (Nueva York, 1837). Sus obras han sido publicadas modernamente con el título The Selected Writings of Mordecai, edición a cargo de Michael Schuldiner y Daniel Kleinfeld, editada por Greenwood Press.
- Datos: Q1618997
- Multimedia: Mordecai Manuel Noah / Q1618997